# Gonia aterrima
Gonia aterrima är en tvåvingeart som beskrevs av Tschorsnig 1991. Gonia aterrima ingår i släktet Gonia och familjen parasitflugor.
Artens utbredningsområde är Marocko. Inga underarter finns listade i Catalogue of Life.